# Alexandra Panova
Pour les articles homonymes, voir Panov.
Ne pas confondre avec Tatiana Panova, également joueuse de tennis.
Alexandra Panova, née le 2 mars 1989, est une joueuse de tennis russe.

## Carrière professionnelle
En double, elle a remporté 11 titres dont le dernier, fin juin 2025, à Bad Homburg en catégorie WTA 500.

## Palmarès

### Titre en simple dames
Aucun

### Finale en simple dames
| No | Date       | Nom et lieu du tournoi          | Catégorie | Dotation  | Surface      | Vainqueure        | Score    |          |
| -- | ---------- | ------------------------------- | --------- | --------- | ------------ | ----------------- | -------- | -------- |
| 1  | 13-02-2012 | XX Copa BBVA-Colsanitas, Bogota | Intern'l  | 220 000 $ | Terre (ext.) | Lara Arruabarrena | 6-2, 7-5 | Parcours |

### Titres en double dames
| No | Date       | Nom et lieu du tournoi                    | Catégorie | Dotation    | Surface      | Partenaire          | Finalistes                                | Score             |          |
| -- | ---------- | ----------------------------------------- | --------- | ----------- | ------------ | ------------------- | ----------------------------------------- | ----------------- | -------- |
| 1  | 20-09-2010 | Tashkent Open Tachkent                    | Intern'l  | 220 000 $   | Dur (ext.)   | Tatiana Poutchek    | Alexandra Dulgheru Magdaléna Rybáriková   | 6-3, 6-4          | Parcours |
| 2  | 13-02-2012 | XX Copa BBVA-Colsanitas Bogota            | Intern'l  | 220 000 $   | Terre (ext.) | Eva Birnerová       | Mandy Minella Stefanie Vögele             | 6-2, 6-2          | Parcours |
| 3  | 23-04-2012 | GP Princesse Lalla Meryem Fès             | Intern'l  | 220 000 $   | Terre (ext.) | Petra Cetkovská     | Irina-Camelia Begu Alexandra Cadanțu      | 3-6, 7-65, [11-9] | Parcours |
| 4  | 21-07-2014 | Baku Cup Bakou                            | Intern'l  | 250 000 $   | Dur (ext.)   | Heather Watson      | Raluca Olaru Shahar Peer                  | 6-2, 7-63         | Parcours |
| 5  | 27-07-2015 | Baku Cup Bakou                            | Intern'l  | 250 000 $   | Dur (ext.)   | Margarita Gasparyan | Vitalia Diatchenko Olga Savchuk           | 6-3, 7-5          | Parcours |
| 6  | 28-09-2015 | Tashkent Open Tachkent                    | Intern'l  | 250 000 $   | Dur (ext.)   | Margarita Gasparyan | Vera Dushevina Kateřina Siniaková         | 6-1, 3-6, [10-3]  | Parcours |
| 7  | 15-10-2018 | VTB Kremlin Cup Moscou                    | Premier   | 790 208 $   | Dur (int.)   | Laura Siegemund     | Darija Jurak Raluca Olaru                 | 6-2, 7-62         | Parcours |
| 8  | 23-07-2023 | Hamburg European Open Hambourg            | WTA 250   | 259 303 $   | Terre (ext.) | Anna Danilina       | Miriam Kolodziejová Angela Kulikov        | 6-4, 6-2          | Parcours |
| 9  | 15-07-2024 | 35th Palermo Ladies Open Palerme          | WTA 250   | 267 082 $   | Terre (ext.) | Yana Sizikova       | Yvonne Cavallé Reimers Aurora Zantedeschi | 4-6, 6-3, [10-5]  | Parcours |
| 10 | 06-01-2025 | Adélaïde International Adélaïde           | WTA 500   | 1 064 510 $ | Dur (ext.)   | Guo Hanyu           | Beatriz Haddad Maia Laura Siegemund       | 7-5, 6-4          | Parcours |
| 11 | 22-06-2025 | Bad Homburg Open by Solarwatt Bad Homburg | WTA 500   | 1 064 510 $ | Gazon (ext.) | Guo Hanyu           | Lyudmyla Kichenok Ellen Perez             | 4-6, 7-64, [10-5] | Parcours |

### Finales en double dames
| No | Date       | Nom et lieu du tournoi                            | Catégorie | Dotation    | Surface         | Vainqueures                          | Partenaire          | Score             |          |
| -- | ---------- | ------------------------------------------------- | --------- | ----------- | --------------- | ------------------------------------ | ------------------- | ----------------- | -------- |
| 1  | 28-01-2013 | PTT Open Pattaya                                  | Intern'l  | 235 000 $   | Dur (ext.)      | Kimiko Date-Krumm Casey Dellacqua    | Akgul Amanmuradova  | 6-3, 6-2          | Parcours |
| 2  | 18-02-2013 | XXI Copa Claro Colsanitas Bogota                  | Intern'l  | 235 000 $   | Terre (ext.)    | Tímea Babos Mandy Minella            | Eva Birnerová       | 6-4, 6-3          | Parcours |
| 3  | 08-09-2014 | Tashkent Open Tachkent                            | Intern'l  | 250 000 $   | Dur (ext.)      | Aleksandra Krunić Kateřina Siniaková | Margarita Gasparyan | 6-2, 6-1          | Parcours |
| 4  | 12-09-2016 | Coupe Banque Nationale présentée par Mazda Québec | Intern'l  | 250 000 $   | Moquette (int.) | Andrea Hlaváčková Lucie Hradecká     | Alla Kudryavtseva   | 7-62, 7-62        | Parcours |
| 5  | 23-07-2018 | Moscow River Cup presented by INGRAD Moscou       | Intern'l  | 626 750 $   | Terre (ext.)    | Anastasia Potapova Vera Zvonareva    | Galina Voskoboeva   | 6-0, 6-3          | Parcours |
| 6  | 15-05-2022 | GP SAR La Princesse Lalla Meryem Rabat            | WTA 250   | 251 750 $   | Terre (ext.)    | Eri Hozumi Makoto Ninomiya           | Monica Niculescu    | 6-77, 6-3, [10-8] | Parcours |
| 7  | 30-01-2023 | Open 6e sens Lyon                                 | WTA 250   | 259 303 $   | Dur (int.)      | Cristina Bucșa Bibiane Schoofs       | Olga Danilović      | 7-65, 6-3         | Parcours |
| 8  | 21-07-2024 | BCR Iași Open Iași                                | WTA 250   | 267 082 $   | Terre (ext.)    | Anna Danilina Irina Khromacheva      | Yana Sizikova       | 6-4, 6-2          | Parcours |
| 9  | 19-08-2024 | Abierto GNP Seguros Monterrey                     | WTA 500   | 922 573 $   | Dur (ext.)      | Guo Hanyu Monica Niculescu           | Giuliana Olmos      | 3-6, 6-3, [10-4]  | Parcours |
| 10 | 07-08-2025 | Cincinnati Open Cincinnati                        | WTA 1000  | 5 152 599 $ | Dur (ext.)      | Gabriela Dabrowski Erin Routliffe    | Guo Hanyu           | 6-4, 6-3          | Parcours |

### Finales en double en WTA 125
| No | Date       | Nom et lieu du tournoi                      | Catégorie | Dotation  | Surface      | Vainqueures                      | Partenaire     | Score     |          |
| -- | ---------- | ------------------------------------------- | --------- | --------- | ------------ | -------------------------------- | -------------- | --------- | -------- |
| 1  | 06-06-2022 | BBVA Open Internacional de Valencia Valence | WTA 125   | 115 000 $ | Terre (ext.) | Aliona Bolsova Rebeka Masarova   | Arantxa Rus    | 6-0, 6-3  | Parcours |
| 2  | 04-07-2022 | Grand Est Open 88 Contrexéville             | WTA 125   | 115 000 $ | Terre (ext.) | Ulrikke Eikeri Tereza Mihalíková | Han Xinyun     | 7-68, 6-2 | Parcours |
| 3  | 21-08-2023 | Chicago Women's Open Chicago                | WTA 125   | 125 000 $ | Dur (ext.)   | Ulrikke Eikeri Ingrid Neel       | Cristina Bucșa | Forfait   | Parcours |
| 4  | 04-12-2023 | Open Angers Arena Loire Angers              | WTA 125   | 115 000 $ | Dur (int.)   | Cristina Bucșa Monica Niculescu  | Anna Danilina  | 6-1, 6-3  | Parcours |

## Parcours en Grand Chelem

### En simple dames
| Année | Open d'Australie | Open d'Australie | Internationaux de France | Internationaux de France | Wimbledon       | Wimbledon            | US Open         | US Open             |
| ----- | ---------------- | ---------------- | ------------------------ | ------------------------ | --------------- | -------------------- | --------------- | ------------------- |
| 2008  | —                | —                | —                        | —                        | —               | —                    | Q1              | Julia Schruff       |
| 2009  | Q3               | Julia Schruff    | Q2                       | Carly Gullickson         | —               | —                    | Q1              | Zuzana Kučová       |
| 2010  | Q1               | Naomi Cavaday    | Q1                       | Arina Rodionova          | Q1              | Ksenia Pervak        | Q3              | M. Larcher de Brito |
| 2011  | Q1               | Çağla Büyükakçay | Q1                       | Stéphanie Dubois         | Q1              | Lindsay Lee-Waters   | 1er tour (1/64) | Marion Bartoli      |
| 2012  | Q3               | Alison Riske     | 1er tour (1/64)          | Kaia Kanepi              | 1er tour (1/64) | Mirjana Lučić        | 1er tour (1/64) | Victoria Azarenka   |
| 2013  | 1er tour (1/64)  | Shahar Peer      | Q2                       | Barbora Strýcová         | Q1              | Eleni Daniilidou     | Q3              | Sharon Fichman      |
| 2014  | Q2               | Stéphanie Dubois | Q2                       | Yuliya Beygelzimer       | Q1              | Ayumi Morita         | Q3              | Paula Kania         |
| 2015  | 2e tour (1/32)   | Maria Sharapova  | Q1                       | Renata Voráčová          | Q2              | Verónica Cepede Royg | 1er tour (1/64) | Monica Niculescu    |
| 2016  | Q2               | Naomi Osaka      | —                        | —                        | Q2              | Chang Kai-chen       | Q2              | Kristína Kučová     |
| 2017  | —                | —                | Q2                       | Anna Blinkova            | —               | —                    | Q1              | Françoise Abanda    |

N.B. : à droite du résultat se trouve le nom de l'ultime adversaire.

### En double dames
| Année | Open d'Australie                                                                            | Open d'Australie                                                                            | Internationaux de France                                                                 | Internationaux de France                                                                 | Wimbledon                                                                           | Wimbledon                                                                             | US Open | US Open |
| ----- | ------------------------------------------------------------------------------------------- | ------------------------------------------------------------------------------------------- | ---------------------------------------------------------------------------------------- | ---------------------------------------------------------------------------------------- | ----------------------------------------------------------------------------------- | ------------------------------------------------------------------------------------- | ------- | ------- |
| 2011  | —                                                                                           | —                                                                                           | 1er tour (1/32) T. Poutchek \|\| style="text-align:left;" \| V. Azarenka M. Kirilenko    | 1er tour (1/32) A. Amanmuradova \|\| style="text-align:left;" \| Peng S. Zheng J.        | 2e tour (1/16) A. Amanmuradova \|\| style="text-align:left;" \| L. Huber L. Raymond |                                                                                       |         |         |
| 2012  | 1er tour (1/32) E. Daniilídou \|\| style="text-align:left;" \| S. Mirza E. Vesnina          | 2e tour (1/16) C. Dellacqua \|\| style="text-align:left;" \| J. Gajdošová An. Rodionova     | 1er tour (1/32) Zhang S. \|\| style="text-align:left;" \| N. Grandin V. Uhlířová         | 2e tour (1/16) N. Bratchikova \|\| style="text-align:left;" \| V. King Y. Shvedova       |                                                                                     |                                                                                       |         |         |
| 2013  | 2e tour (1/16) G. Voskoboeva \|\| style="text-align:left;" \| I.C. Begu M. Niculescu        | 1er tour (1/32) V. Dushevina \|\| style="text-align:left;" \| A. Pavlyuchenkova L. Šafářová | 1er tour (1/32) V. Dushevina \|\| style="text-align:left;" \| Hsieh S.-w. Peng S.        | 1er tour (1/32) E. Daniilídou \|\| style="text-align:left;" \| Hsieh S.-w. Peng S.       |                                                                                     |                                                                                       |         |         |
| 2014  | 1er tour (1/32) Ka. Plíšková \|\| style="text-align:left;" \| A. Barty C. Dellacqua         | 1/8 de finale K. Kanepi \|\| style="text-align:left;" \| K. Peschke K. Srebotnik            | —                                                                                        | —                                                                                        | 1er tour (1/32) M. Barthel \|\| style="text-align:left;" \| M. Doi E. Svitolina     |                                                                                       |         |         |
| 2015  | 2e tour (1/16) H. Watson \|\| style="text-align:left;" \| A. Kudryavtseva A. Pavlyuchenkova | 2e tour (1/16) A.L. Grönefeld \|\| style="text-align:left;" \| K. Knapp R. Vinci            | 2e tour (1/16) M. Gasparyan \|\| style="text-align:left;" \| Hsieh S.-w. F. Pennetta     | 2e tour (1/16) M. Gasparyan \|\| style="text-align:left;" \| K. Knapp R. Vinci           |                                                                                     |                                                                                       |         |         |
| 2016  | 2e tour (1/16) M. Gasparyan \|\| style="text-align:left;" \| A. Hlaváčková L. Hradecká      | 1er tour (1/32) D. Kasatkina \|\| style="text-align:left;" \| M. Hingis S. Mirza            | 2e tour (1/16) S. Rogers \|\| style="text-align:left;" \| N. Broady H. Watson            | 1er tour (1/32) O. Kalashnikova \|\| style="text-align:left;" \| Xu Y. Zheng S.          |                                                                                     |                                                                                       |         |         |
| 2017  | —                                                                                           | —                                                                                           | 2e tour (1/16) A. Kudryavtseva \|\| style="text-align:left;" \| E. Makarova E. Vesnina   | 1er tour (1/32) A. Kudryavtseva \|\| style="text-align:left;" \| L. Kerkhove L. Marozava | —                                                                                   | —                                                                                     |         |         |
|       |                                                                                             |                                                                                             |                                                                                          |                                                                                          |                                                                                     |                                                                                       |         |         |
| 2019  | 1er tour (1/32) L. Siegemund \|\| style="text-align:left;" \| M. Gasparyan D. Gavrilova     | 1er tour (1/32) K. Kozlova \|\| Forfait                                                     | 1er tour (1/32) M. Gasparyan \|\| style="text-align:left;" \| S. Stosur Zhang S.         | —                                                                                        | —                                                                                   |                                                                                       |         |         |
|       |                                                                                             |                                                                                             |                                                                                          |                                                                                          |                                                                                     |                                                                                       |         |         |
| 2021  | —                                                                                           | —                                                                                           | 1er tour (1/32) V. Golubic \|\| style="text-align:left;" \| Xu Y. Zhang S.               | —                                                                                        | —                                                                                   | —                                                                                     | —       |         |
| 2022  | —                                                                                           | —                                                                                           | 1er tour (1/32) A. Krunić \|\| style="text-align:left;" \| Chan Y.-j. S. Stosur          | —                                                                                        | —                                                                                   | 1er tour (1/32) T. Martincová \|\| style="text-align:left;" \| N. Podoroska M. Sherif |         |         |
| 2023  | 1er tour (1/32) N. Dzalamidze \|\| style="text-align:left;" \| L. Fruhvirtová A. Riske      | 1er tour (1/32) Y. Sizikova \|\| style="text-align:left;" \| I. Khromacheva L. Nosková      | 2e tour (1/16) U. Eikeri \|\| style="text-align:left;" \| O. Kalashnikova I. Shymanovich | 2e tour (1/16) C. Bucșa \|\| style="text-align:left;" \| C. Gauff J. Pegula              |                                                                                     |                                                                                       |         |         |
| 2024  | 1/4 de finale C. Bucșa \|\| style="text-align:left;" \| G. Dabrowski E. Routliffe           | 1/4 de finale G. Olmos \|\| style="text-align:left;" \| C. Dolehide D. Krawczyk             | 1er tour (1/32) G. Olmos \|\| style="text-align:left;" \| M. Kostyuk E.-G. Ruse          | 2e tour (1/16) G. Olmos \|\| style="text-align:left;" \| A. Muhammad H. Watson           |                                                                                     |                                                                                       |         |         |
| 2025  | 1/8 de finale Guo H. \|\| style="text-align:left;" \| M. Kostyuk E.-G. Ruse                 | 1er tour (1/32) J. Cristian \|\| style="text-align:left;" \| V. Kudermetova E. Mertens      | 2e tour (1/16) Guo H. \|\| style="text-align:left;" \| T. Babos L. Stefani               |                                                                                          |                                                                                     |                                                                                       |         |         |

N.B. : le nom de la partenaire se trouve sous le résultat ; les noms des ultimes adversaires se trouvent à droite.

### En double mixte
| 2024 | —                                        | —                                                                                 | —                                                                                | — | 2e tour (1/8) K. Krawietz \|\| style="text-align:left;" \| T. Townsend J. Murray | 1er tour (1/16) F. Martin \|\| style="text-align:left;" \| M. Mateas M. McDonald |
| 2025 | 2e tour (1/16) L. Glasspool \|\| Forfait | 1er tour (1/16) J. Withrow \|\| style="text-align:left;" \| O. Nicholls H. Patten | 2e tour (1/8) N. Lammons \|\| style="text-align:left;" \| D. Krawczyk N. Skupski | — | —                                                                                |                                                                                  |

N.B. : le nom du partenaire se trouve sous le résultat ; les noms des ultimes adversaires se trouvent à droite.

## Parcours en Fed Cup
| #                                                        | Date       | Lieu     | Surface      | Gagnante(s)   | Perdante(s)      | Score         |          |
| -------------------------------------------------------- | ---------- | -------- | ------------ | ------------- | ---------------- | ------------- | -------- |
|                                                          |            |          |              |               |                  |               |          |
| 2013 - Finale (groupe mondial) - Italie - Russie - 4 : 0 |            |          |              |               |                  |               |          |
| 1                                                        | 02/11/2013 | Cagliari | Terre (ext.) | Roberta Vinci | Alexandra Panova | 5-7, 7-5, 8-6 | Parcours |

## Classements WTA en fin de saison
| Année          | 2004 | 2005 | 2006 | 2007 | 2008 | 2009 | 2010 | 2011 | 2012 | 2013 | 2014 | 2015 | 2016 | 2017 | 2018 | 2019 | 2020 | 2021 | 2022 | 2023 | 2024 |
| Rang en simple | 972  | 693  | 484  | 757  | 193  | 142  | 153  | 119  | 91   | 140  | 151  | 132  | 234  | 358  | 470  | 768  | 975  | –    | –    | –    | –    |
| Rang en double | 824  | 607  | 466  | –    | 226  | 201  | 106  | 88   | 64   | 66   | 53   | 40   | 91   | 312  | 91   | 163  | –    | 116  | 59   | 61   | 30   |

Source : (en) Classements de Alexandra Panova sur le site officiel de la Fédération internationale de tennis